# Independentismo galego

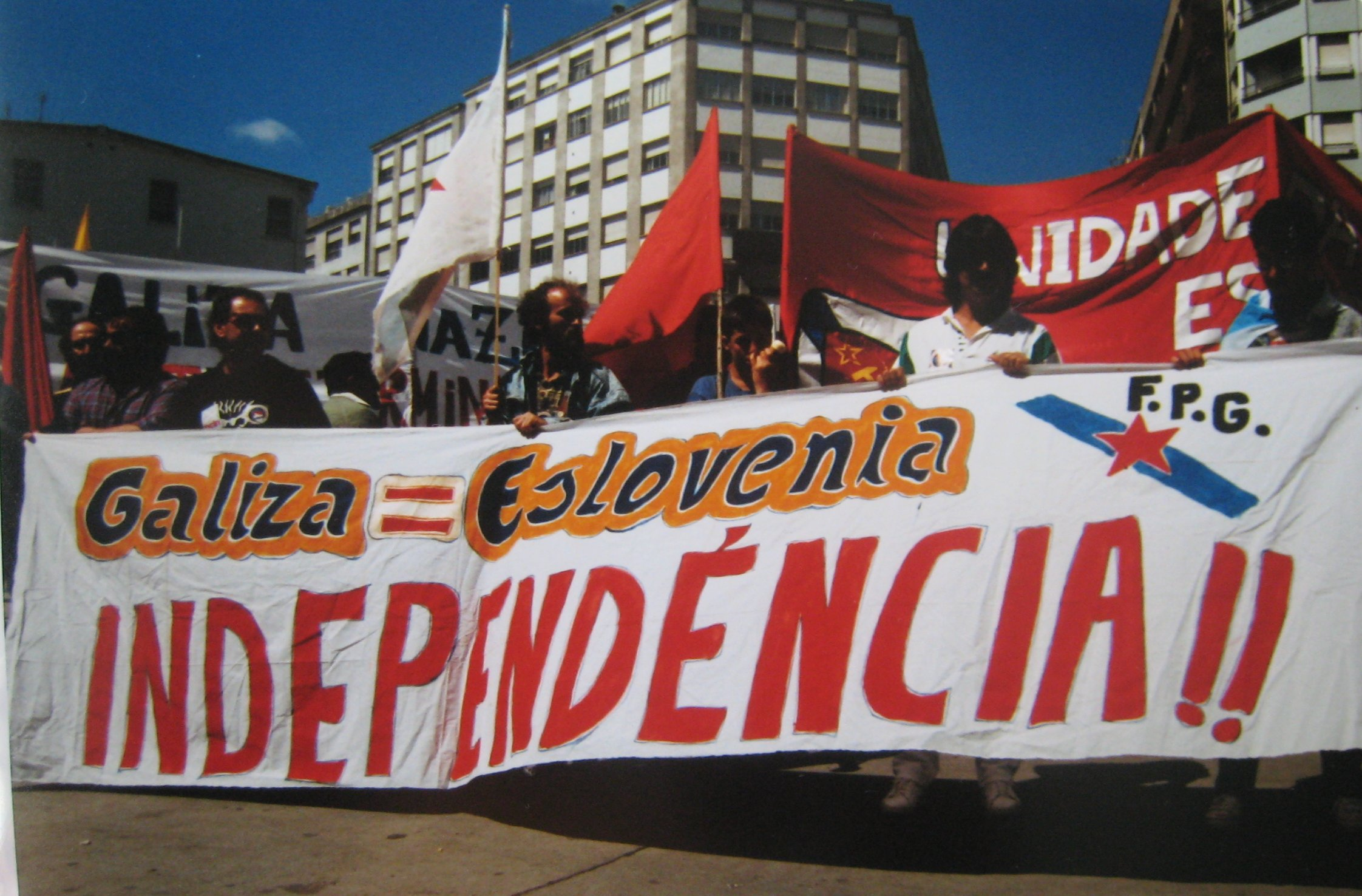
Manifestação para a Independência da Galiza em 1991.

A Estreleira é a bandeira empregada pelo independentismo e nacionalismo galego de esquerda.

O Independentismo galego é uma corrente minoritária do nacionalismo galego que pretende a separação da Galiza do resto da Espanha, e com ela a constituição de uma república galega independente.